# Stanisław Zadrożny
Stanisław Zadrożny (ur. 4 września 1908 w Księżyznie, zm. 2 września 1977 w Londynie) – polski działacz konspiracji niepodległościowej w czasie II wojny światowej, dziennikarz.

## Życiorys
Syn Antoniego i Marianny z domu Jezierskiej, pochodził z rodziny chłopskiej. W okresie przedwojennym studiował na Uniwersytecie Warszawskim, mieszkał w Warszawie. Podczas okupacji wstąpił do Armii Krajowej, pseudonim „Pawlicz”. Działał w Komendzie Głównej AK, Oddziale VI (Biuro Informacji i Propagandy). Podczas powstania warszawskiego był szefem powstańczej radiostacji „Błyskawica”. Po powstaniu znalazł się najpierw w Stalagu VIII B, później w Oflagu IID Gross-Born (Grossborn-Westfalenhoff) (nr jeniecki 101564). Po wojnie pracował w Radiu Wolna Europa prowadząc m.in. wraz z Wiktorem Trościanką audycję Odwrotna strona medalu. Podpisał list pisarzy polskich na Obczyźnie, solidaryzujących się z sygnatariuszami protestu przeciwko zmianom w Konstytucji Polskiej Rzeczypospolitej Ludowej (List 59).